# Klimkówka (Rymanów)

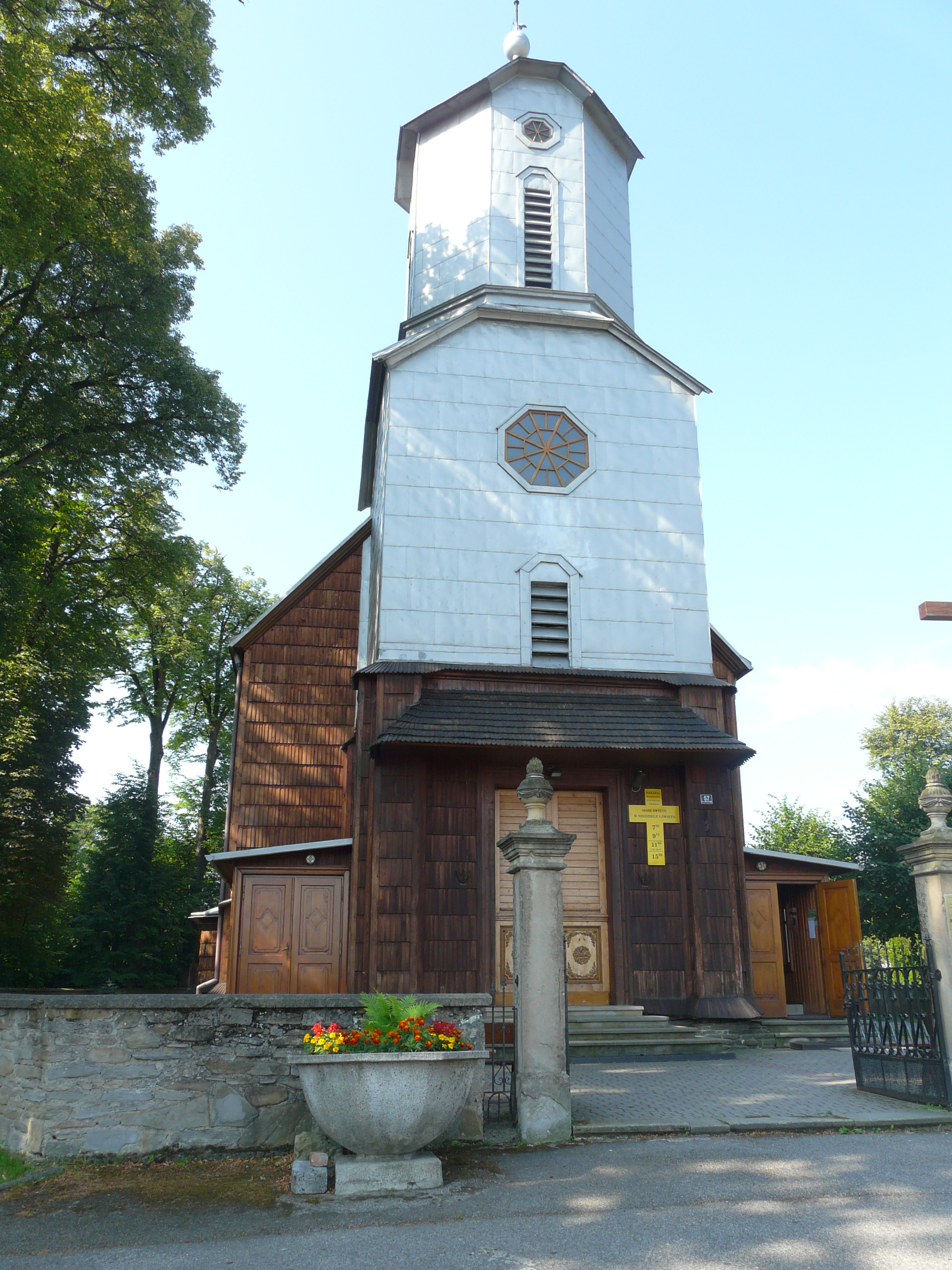
Holzkirche

Klimkówka ist eine Ortschaft mit einem Schulzenamt der Gemeinde Rymanów im Powiat Krośnieński der Woiwodschaft Karpatenvorland in Polen.

## Geographie
Der Ort liegt im Sanoker Flachland unterhalb der Niederen Beskiden. Die Nachbarorte sind die Stadt Rymanów im Osten, Posada Górna und Rymanów-Zdrój im Südosten, Wólka im Süden, Iwonicz und die Stadt Iwonicz-Zdrój im Westen, Wróblik Królewski im Norden, sowie Ladzin im Nordosten.
Durch Klimkówka verläuft die Staatsstraße DK 28, die Zator über Nowy Sącz mit Przemyśl verbindet.

## Geschichte
Der Ort wurde erstmals im Jahr 1436 als Clymkowa erwähnt, danach als Climkowa (1446), Klymkowka (1479, 1504), Clymkowa (1515), Clymkowa Wolia alias Climkowka (1518), Klimkowa (1589, 1635). Der besitzanzeigende slawische Name ist vom Namen Klimek (: Klemens) abgeleitet und wurde von deutschen Siedlern übernommen. Der Ort gehörte mit den benachbarten Orten Iwonicz und Posada bei Rymanów zu einer walddeutschen Sprachinsel, die bis spätestens zum 17. Jahrhundert polonisiert wurde. In älterer und populärwissenschaftlicher Literatur wurde behauptet, das Dorf wäre unter dem König Johann II. Kasimir von schwedischen Gefangenen besiedelt, jedoch waren die mehrheitlich deutschen Nachnamen im Jahr 1670 schon im 15. Jahrhundert bekannt, was der schwedischen Herkunft der Einwohner widerspricht.
Das Dorf gehörte zunächst zum Königreich Polen (ab 1569 Adelsrepublik Polen-Litauen), Woiwodschaft Ruthenien, Sanoker Land. Bei der Ersten Teilung Polens kam Rymanów 1772 zum neuen Königreich Galizien und Lodomerien des habsburgischen Kaiserreichs (ab 1804). Ab dem Jahr 1793 gehörte das Dorf der Adelsfamilie Ostaszewszki, seit 1855 im Bezirk Sanok.
Im 19. Jahrhundert wurde Erdöl in Klimkówka gefördert. Im Jahr 1888 eröffnete der kanadischen Unternehmer William Henry McGarvey zwölf Tiefpumpen. Im Jahr 1912 wurde eine Bohrung zur Tiefe 490 m gemacht, die zehn Tonnen von Öl pro Tag gab.
Nach dem Ende des Ersten Weltkriegs und dem Zusammenbruch der k.u.k. Monarchie, kam Klimkówka 1918 zu Polen. Unterbrochen wurde dies nur durch die Besetzung Polens durch die Wehrmacht im Zweiten Weltkrieg. Von 1975 bis 1998 gehörte Klimkówka zur Woiwodschaft Krosno.